# 후지와라노 노리미츠의 딸
후지와라노 노리미츠의 딸(일본어: 藤原範光女 ふじわら の　のりみつのむすめ[*])은 가마쿠라 시대 전기의 여성이다. 곤츄나곤 후지와라노 노리미츠의 딸로, 준토쿠 천황의 텐지가 되어 히코나리 왕과 요시무네 친왕을 낳았다고 하지만, 노리미츠의 딸이 준토쿠 천황의 텐지가 된 딸이 2명 알려져 있으며, 어느 쪽을 생모로 할지 문헌에 다라 나뉘어져 있기 때문에, 본 항에서는 단일 항목으로 다룬다.

## 코우노스케
코우노스케 (督典侍)ㆍ히가시노온카타 (東御方)로 불리는 노리미츠의 딸이 준토쿠 천황의 텐지가 된 것은 알려져 있다. 아버지 노리미츠는 우에몬노카미를 맡고 있었음에 따라, 우에몬노카미노츠보네라고도 불렸다. 준토쿠 천황의 사도 유배에 동행했다고 하지만, 후에 코가 미츠히로의 아내가 되었다 (『존비분맥(尊卑分脈)』). 

## 아제치노스케
아제치노스케 (按察典侍)ㆍ보몬노츠보네 (坊門局)로 불리는 노리미츠의 딸도 준토쿠 천황의 텐지가 된 것은 알려져 있다. 『존비분맥(尊卑分脈)』에 의하면 이름은 미츠코(光子)라고 한다. 준토쿠 천황의 어머니인 슈메이몬인을 모셨고, 후지와라노 사다이에의 『메이게츠키(明月記)』 간기 2년 9월 19일조에는 "슈메이몬인노 보몬노츠보네 노리미츠의 딸 아제치노스케"라고 기록되어있다 (슈메이몬인과 후지와라노 노리미츠와의 관계는 후술).

## 비고
후지와라노 노리미츠의 아버지 노리카네는 동생 노리스에를 양자로 해서 키우고 있었지만, 노리카네가 몰락하자, 노리스에는 형의 남겨진 아이 한시ㆍ켄시ㆍ노리미츠를 키웠다 (노리미츠의 아내 스에코는 노리스에의 친딸).  한시와 켄시는 준토쿠 천황의 아버지인 고토바 천황의 유모가 되어, 후에 한시는 츠치미카도 천황의 외할머니가, 켄시는 2위의 품계를 받고 "쿄노츠보네"로 불리게 되었다. 또한, 노리스에의 친딸인 쥬시는 켄시의 유자로서 고토바 천황의 비가 되어 준토쿠 천황을 낳고, 후에 여원으로 슈메이몬인이라 칭했다. 또한, 노리미츠의 딸 중 한명인 노리코도 쥬시가 낳은 준토쿠 천황의 유모를 맡았다. 이런 배경에서 노리코의 자매인 노리미츠의 두 딸이 노리미츠의 처제인 슈메이몬인이나 그 소생인 준토쿠 천황을 모시고 텐지의 지위를 부여받았다고 여겨진다.
쥬시 (슈메이몬인)은 고토바 천황의 생모인 시치죠인과 후견인인 사촌언니 켄시 (쿄노츠보네)로부터 수령과 장원을 인계받아 조큐의 난 후에 사도로 유배된 준토쿠 천황을 대신해 그 아이들을 양육했다. 그러나, 그 사후 소령은 노리미츠의 딸이 낳은 요시무네 친왕에게만 상속시켰다. 이는 노리미츠의 딸이 자신에게 소령을 상속받은 켄시의 조카였다는 점이 고려된 것으로 보인다. 무엇보다 이 일은 다른 준토쿠 천황의 자녀들의 반발을 샀다고 보여지며, 쥬시의 사망 후에 요시무네 친왕의 이복형 타다나리 왕을 시조로 하는 이와쿠라노미야와 요시무네 친왕을 시조로 하는 요츠츠지노미야 간의 수령 다툼이 발생하여, 이와쿠라노미야를 지묘인통이, 요츠츠지노미야를 다이카쿠지통이 지원했기 때문에, 조정이나 가마쿠라 막부를 끌어들이는 정치 문제로까지 발전하였다. (또한, 타다나리 왕과 이와쿠라노미야에 관해서는 시조 천황이 붕어한 닌지 2년의 정변부터 미야소동, 호지 전투에 걸쳐, 고사가 천황 및 이를 지원하는 가마쿠라 막부ㆍ호죠 토쿠소케와 대립 관계가 되었기 때문에, 장래의 황위 계승이나 황실령 계승에 필요하다고 여겨져 온 친왕 선하를 받는 것이 절망적이었기 때문에, 이들이라면 수령의 유지ㆍ존속은 어렵다고 판단된 결과라고 보는 시각도 있다).